# Saint-Loube
 Saint-Loube  là một xã của tỉnh Gers, thuộc vùng Occitanie, tây nam nước Pháp.